# Mercedes-Benz 190 SL
El Mercedes-Benz 190 SL es un automóvil deportivo fabricado por Mercedes-Benz y su empresa matriz Daimler-Benz AG entre 1955 y 1963. Un prototipo fue mostrado por primera vez en el Salón del Automóvil de Nueva York de 1954. Se construyeron en total 25.881 unidades y fue sucedido por el Mercedes-Benz 230 SL. 
El 190 SL fue vendido junto con el más rápido y más caro Mercedes-Benz 300 SL, que se parecía mucho en su diseño e ingeniería. Sin embargo, el 190 SL no utiliza la plataforma del 300 SL sino que se basa en la plataforma del Clase S.
Para distinguirlo del 190 pontón, que tenía el código W121, se le adicionó B II (= Serie II), esto se añadió para que la correcta designación interna de W121 BII o W121 B2. Tras la posterior identificación de los modelos SL con el código R (para Roadster, de la serie 107), el 190 SL es ocasionalmente referido como R 121a.
La coexistencia de dos diferentes SL-series fue único en la historia de Mercedes-Benz. Solo a partir de la introducción del Mercedes-Benz Clase SLK de nuevo hay dos modelos Roadster diferentes, por lo que el SL 190 es a veces considerado un predecesor del SLK.

## Historia

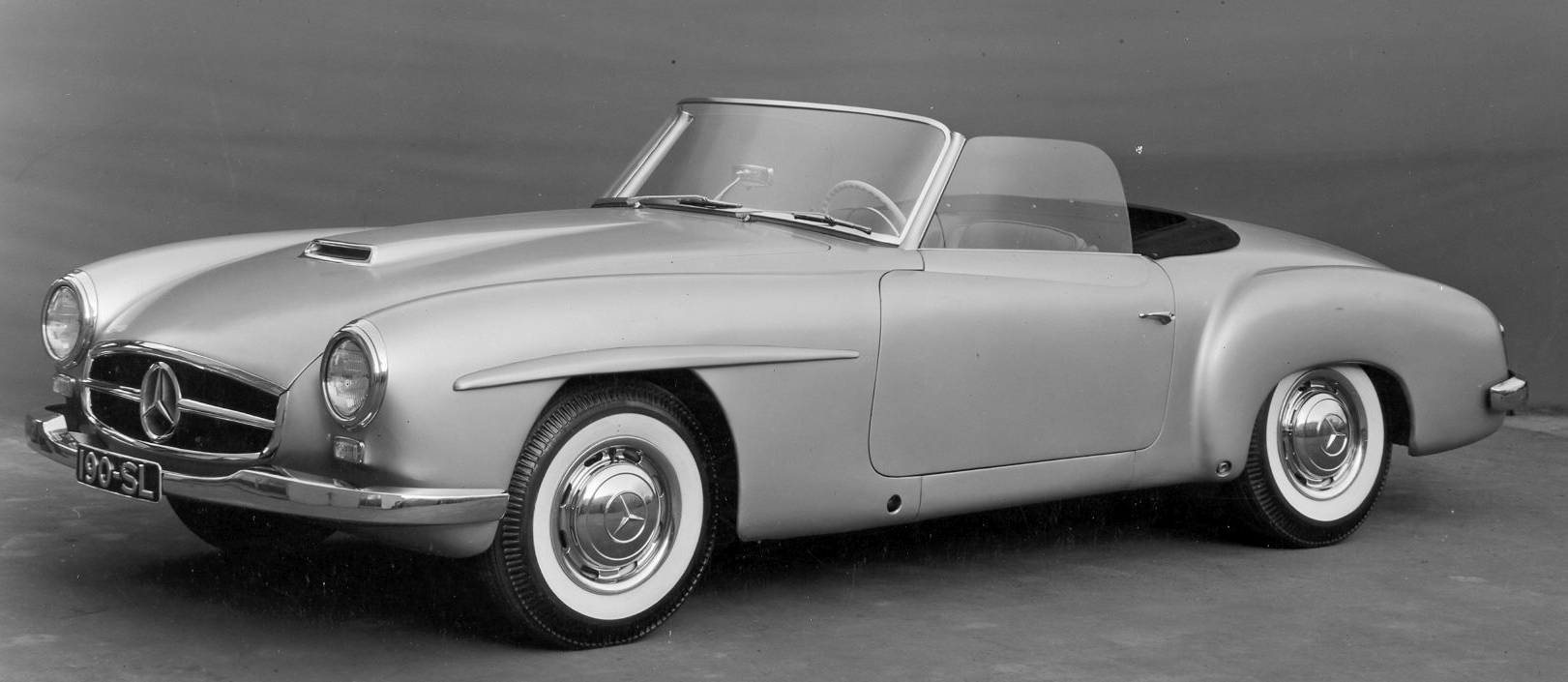
Prototipo del 190 SL.

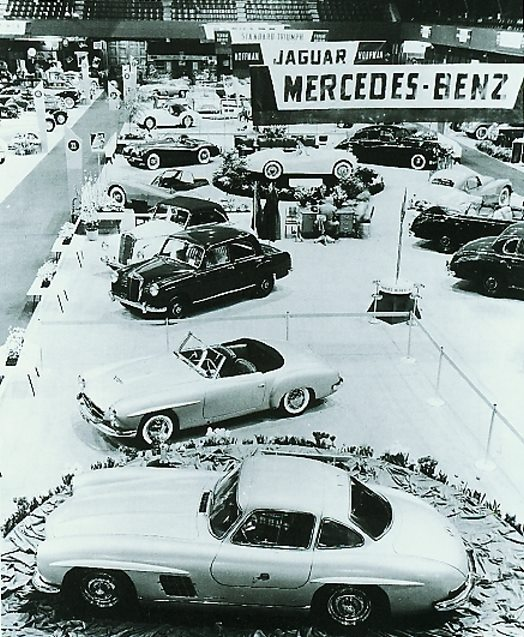
El 190 SL y el 300 SL en el salón internacional de Nueva York.

En septiembre de 1953, el importador de EE. UU. de Daimler-Benz, Maximilian Hoffman, dio ideas para mejorar el negocio de EE. UU. Deseó que dos diferentes modelos de automóviles deportivos complementaran la gama hasta ahora conservadora de los modelos de Mercedes-Benz. 
Para el diseño de un verdadero auto deportivo ofrecieron como base el coupé 300 SL, que en los EE. UU., al ganar la Carrera Panamericana había logrado la atención de los estadounidenses. Además de esto también tendría que haber un turismo deportivo que ofrecería la practicidad cotidiana. Hoffman recibió la promesa de que el 6 de febrero de 1954 un estudio de estos vehículos se presentaría en Nueva York en el "Salón Internacional del Automóvil". A pesar del desarrollo corto de 5 meses de estos vehículos, a la prensa le encantaron.
El desarrollo del 300 SL había progresado mucho, por lo que la producción comenzó en agosto de 1954. 
El 190 SL fue presentado en marzo de 1955 en el Salón del Automóvil de Ginebra. La producción en serie comenzó dos meses después en la planta de Sindelfingen, en la cual ya se producía el 300 SL. La velocidad de 190 km / h no pudo realizarse. En la práctica, la velocidad máxima fue de 170 km / h.

## Vehículo

### Estructura

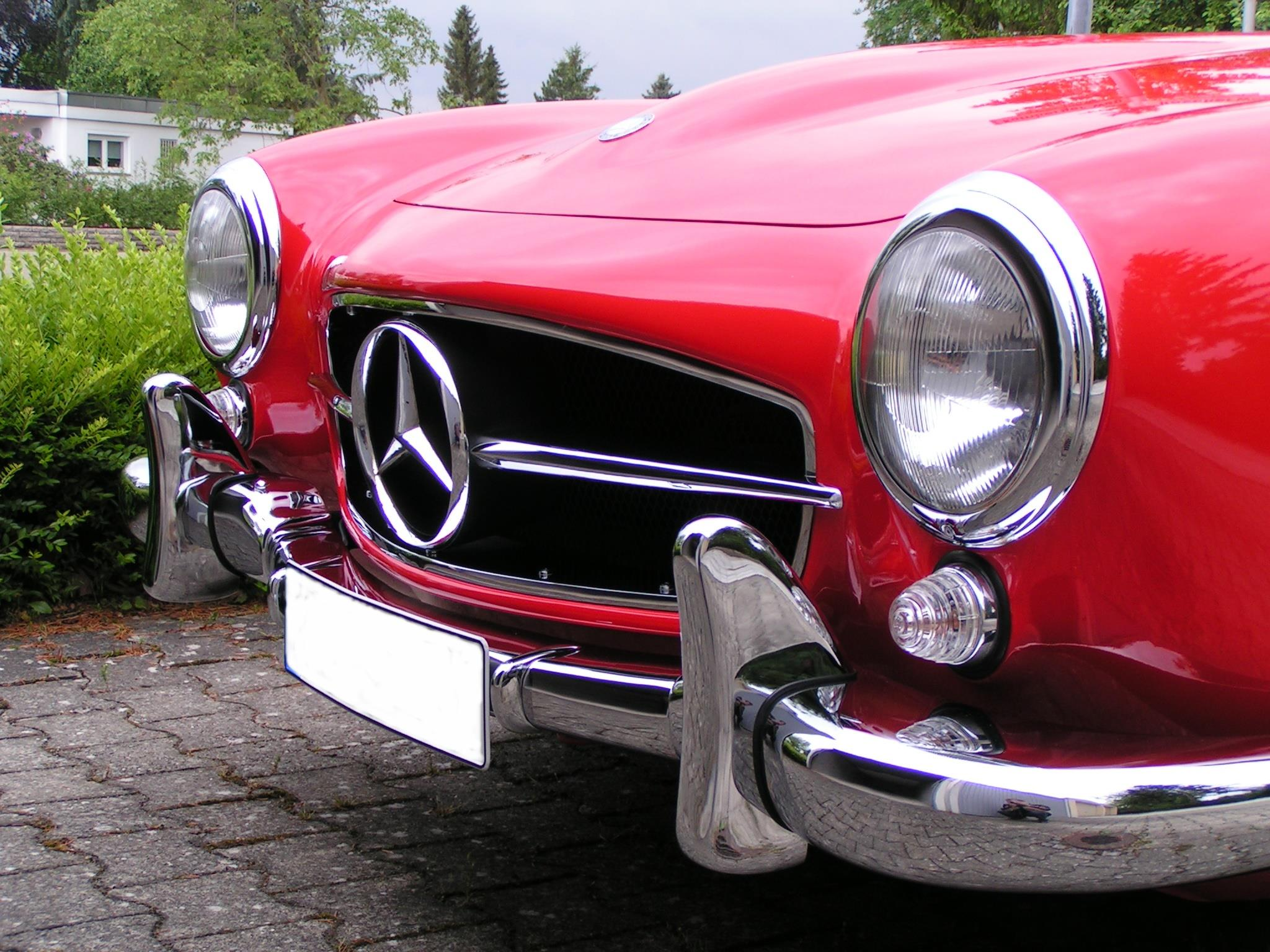
El frente del 190 SL es comparable al del 300 SL.

Muchos elementos de estilo los tomó del "hermano mayor" 300 SL, incluyendo la parrilla delantera, los paragolpes, los faros y las partes de la campana. Las luces traseras y componentes de la suspensión fueron tomados del clase S pontón. Los cuernos de parachoques de los Estados Unidos fueron equipados de serie en Europa disponible a un costo adicional. Además de las demandas visuales, los ingenieros también pensaron en la funcionalidad. Colocaron las aletas delanteras y traseras horizontales que protegían los flancos del vehículo de la suciedad. Este es un ejemplo de que el automóvil no tiene solo un exterior elegante. La carrocería del 190 SL es de acero mientras que el capó, la tapa del maletero, el marco y el panel de la puerta es de aluminio.

### Especificaciones

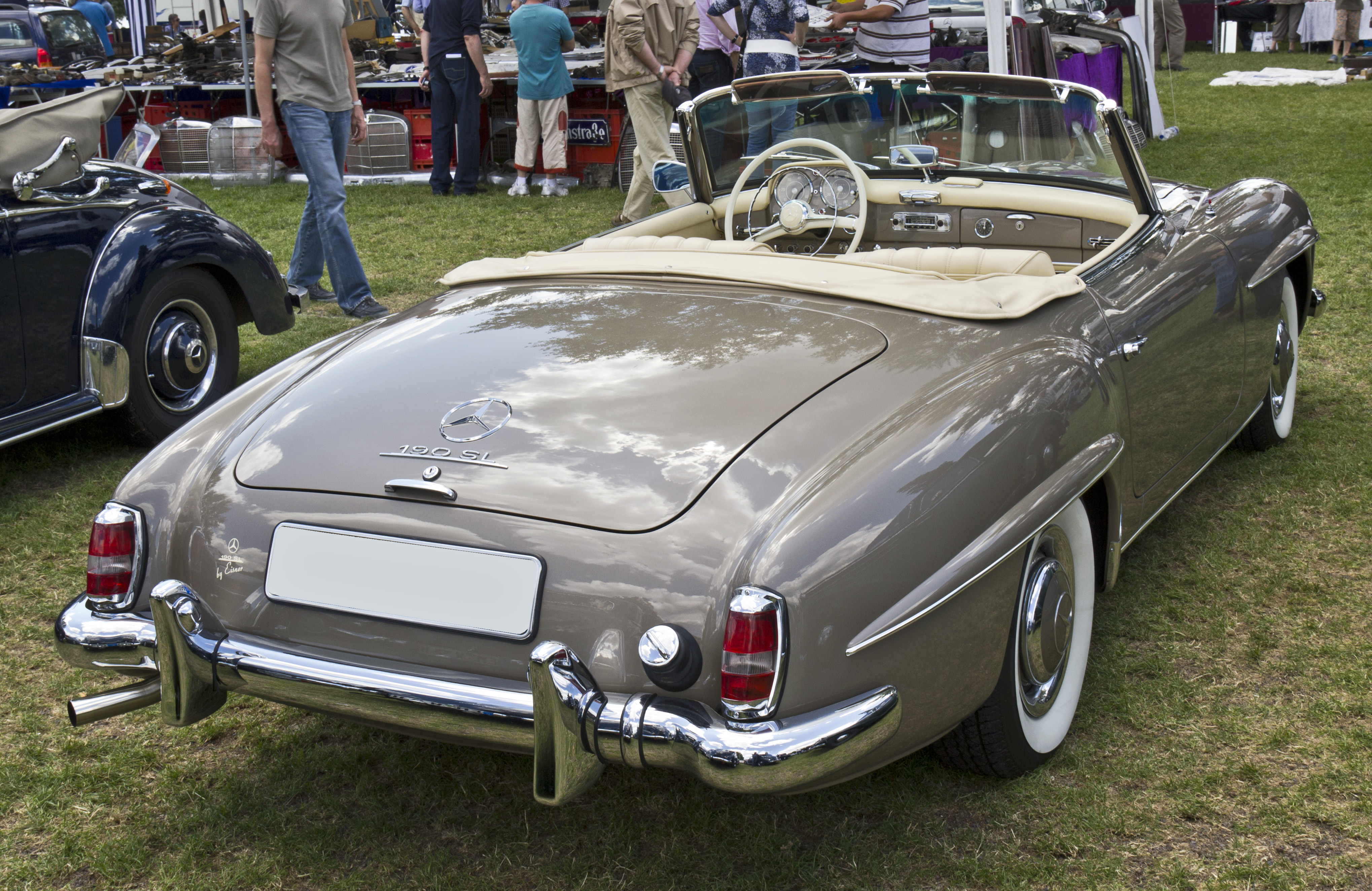
Vista trasera de un 190 SL.

El estilo de la carrocería es roadster de dos puertas (viene con techo rígido extraíble). Está basado en el Mercedes Benz Clase S. La motorización es de 1.897 cc que desarrolla 105 CV (77 kW, 104 hp) (o 120 caballos de fuerza bruta), que se ganó una reputación de no correr sin problemas debido principalmente a la dificultad de sincronizar adecuadamente los carburadores duales de dos cuellos de botella de Solex. El bloque de motor de cuatro cilindros del 190 SL fue basado en el motor de seis cilindros del 300 SL. La caja de cambios es manual de 4 velocidades. La distancia entre ejes es de 2400 mm, la longitud es de 4219 mm, el ancho es de 1664 mm; la altura es de 1422,4 mm y el peso es de 1.158 kg. La capacidad del tanque de combustible es de 17 galones o 64 litros.

### Tecnología

#### Chasis y motor

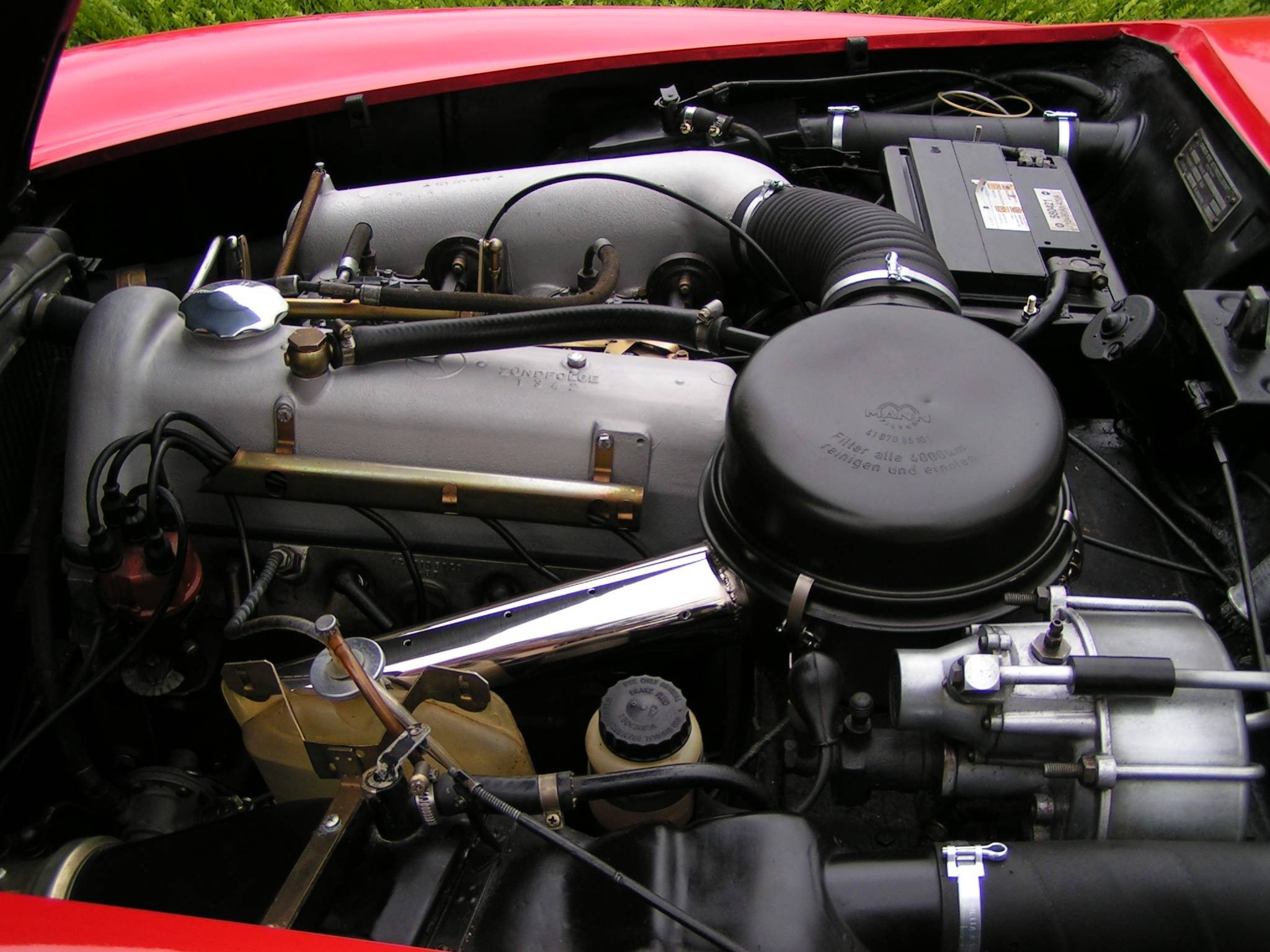
Motor del 190 SL

Muchos de los componentes se basaron en la primera generación del Mercedes-Benz clase S. El motor OHC de cuatro cilindros con 1897 cc que desarrollaba una potencia de hasta 105 CV y una relación de compresión de 1: 8,8 era una novedad. Este motor fue incorporado más adelante en el Mercedes 190.

## Galería
|                    |
| Mercedes-Benz W121 |

|                      |
| Mercedes Benz 300 SL |